# Mycena rosea
Mycena rosea es una especie de hongo basidiomicetos de la familia Mycenaceae. En primer lugar llamado  Agaricus roseus en 1803 por el botánico danés Heinrich Christian Friedrich Schumacher, se le dio su nombre actual en 1912 por Gramberg.

## Descripción
La forma del sombrero (píleo) tiene inicialmente una forma convexa antes del aplanamiento, y su diámetro puede alcanzar hasta 6 centímetros.

## Compuestos bioactivos
Los cuerpos fructíferos de Mycena rosea contienen dos pigmentos rojos alcaloides, que son exclusivos de esta especie, nombrados mycenarubin A, y mycenarubin B, estos productos químicos están relacionados con la llamada damirones que se encuentran en esponjas marinas.